# Лукашевич, Алексей Стефанович
Алексе́й Стефанович Лукаше́вич (бел. Аляксей Стэфанавіч Лукашэвіч; 3 июля 1924, Черноосово, Минская губерния — 13 ноября 1943, Глыбокое, Тетеринский сельсовет) — Герой Советского Союза, подрывник. Участвовал в партизанском движении в Белоруссии, состоял в 28-м партизанском отряде партизанской бригады С. Г. Жунина. Посмертно награждён орденом Ленина.

## Биография
Алексей Стефанович Лукашевич родился 3 июня 1924 года в деревне Осово (ныне — Крупского района Минской области) в семье служащего (впоследствии после 1928 года вместе с отцом проживал в деревне Черноосово Крупского района). По национальности является белорусом. В 1928 году у Лукашевича умерла мать. На тот момент ему было 4 года. После смерти матери он стал воспитанником одной из воинских частей в городе Крупки Минской области. В 1938 году командование части определило его в детский дом в Крыму, где он работал садоводом.
После захвата немецкими войсками Крыма вывезти детей из детдома не удалось. Алексей вместе с тремя подростками сбежал оттуда и 26 дней добирался пешком в Белоруссию, в Круглянский район, где к тому времени начал действовать партизанский отряд «Сергея».
25 апреля 1942 года Алексей, на тот момент уже 17-летний подросток, стал партизаном-разведчиком 28-го комсомольско-молодёжного отдельного отряда 8-й Круглянской партизанской бригады Могилёвской области. Он подорвал свой первый эшелон 24 мая 1942 года в районе станций Трацилово — Толочин. В ходе диверсии был повреждён паровоз и уничтожено 2 вагона с продуктами.
В составе 28-го партизанского отряда действовал на территории Белоруссии, в том числе в Могилёвской, Минской и Витебской областях. К осени 1943 самостоятельно подорвал 9 эшелонов противника, участвовал в разгроме 5 волостных укреплений, 2 раза повреждал телефонную линию связи немцев.
13 ноября 1943 года Лукашевич с группой подрывников попал в немецкую засаду, когда возвращался с боевого задания. Партизаны приняли бой, заняв круговую оборону. Будучи смертельно раненным, Алексей подорвал себя и окруживших его немцев гранатой, убив троих из них. Похоронен в деревне Глубокое, там, где принял свой последний бой.
Указом Президиума Верховного Совета СССР от 15 августа 1944 года с формулировкой «за образцовое выполнение правительственных заданий в борьбе против немецко-фашистских захватчиков в тылу противника и проявленные при этом отвагу и геройство и за особые услуги в развитии партизанского движения в Белоруссии» Лукашевичу Алексею Стефановичу посмертно было присвоено звание Героя Советского Союза.

## Память
- Установлен памятник в деревне Ухвала Крупского района Минской области[1].
- Его именем названа Ухвальская средняя школа[1].